# Héctor Font
Héctor Font Romero (Villarreal, 15 de junio de 1984) es un exfutbolista español que jugaba en la posición de centrocampista. Se retiró del fútbol activo en 2016 en el Real Oviedo.

## Trayectoria
Comenzó su carrera en el Villarreal CF (2002-2006), haciendo su debut en Primera división con tan solo 18 años el 15 de junio de 2003 (RCD Español 2 - Villarreal CF 2). Esa temporada participó en dos encuentros con el primer equipo.
La temporada siguiente, la 2003-04, es cedido al Ciudad de Murcia de la Segunda División, con el que realiza una gran temporada, jugando 38 partidos y marcando dos goles. Al finalizar su experiencia en el equipo murciano, regresa a Villarreal.
El jugador pasa tres temporadas más en el equipo del submarino amarillo, con el que gana dos Copa Intertoto y disputa 54 partidos, marcando 3 goles. También participó durante su etapa en el conjunto amarillo en 11 partidos de la Copa de la UEFA 2004-05, marcando dos goles, y en 4 partidos de la Liga de Campeones 2005-06.
Fichó por el CA Osasuna en julio de 2006, club que abandonó en 2009. El balance en el conjunto rojillo es de 69 partidos disputados en tres campañas y 3 goles marcados.
Para la temporada 2009-2010 ficha por el Real Valladolid, siendo una temporada negativa tanto para el club, que desciende a Segunda, como para él, que tan solo disputa 10 partidos con el club de Pucela. La temporada 2010-2011 la disputa en el Xerez CD, realizando una aceptable campaña, disputando un total de 29 partidos y marcando un gol.
En el mercado veraniego de la temporada 2011-2012 ficha por el Recreativo de Huelva, de la Segunda División, club en el que tan solo disputa dos partidos por desavenencias con su entrenador. Debido a esto, decide abandonar el Decano.
En el mercado de invierno ficha por el FC Cartagena, club de la Segunda División española, cuyo objetivo era el ascenso a Primera división y en el que finalmente se cambian los objetivos marcados a principios de temporada y se pasa a luchar por la permanencia en la categoría. En su contrato figuraba la renovación automática de su contrato por una temporada más si la permanencia era conseguida. Esto no se produjo, ya que a falta de dos jornadas se consumó el descenso de la plantilla más cara hasta la fecha del fútbol cartagenero.
En la temporada 2012/2013 se embarca en el proyecto del Club Deportivo Lugo, equipo recién ascendido a la Segunda División. El 12 de julio de 2013 firma por 2 temporadas con el Hércules CF.
En julio de 2014 se compromete con el Real Oviedo y firma por una temporada para ser pieza importante en una gran plantilla para que el equipo asturiano consiga el ascenso a Segunda División de España .

## Clubes
| Club                  | País   | Categoría | Año       | PJ | Goles |
| --------------------- | ------ | --------- | --------- | -- | ----- |
| Villarreal CF         | España | 1.ª       | 2002-2003 | 3  | 0     |
| Ciudad de Murcia      | España | 2.ª       | 2003-2004 | 38 | 2     |
| Villarreal CF         | España | 1.ª       | 2004-2006 | 54 | 3     |
| Osasuna               | España | 1.ª       | 2006-2007 | 19 | 0     |
| Osasuna               | España | 1.ª       | 2007-2008 | 32 | 2     |
| Osasuna               | España | 1.ª       | 2008-2009 | 20 | 1     |
| Real Valladolid       | España | 1.ª       | 2009-2010 | 10 | 0     |
| Xerez Club Deportivo  | España | 2.ª       | 2010-2011 | 29 | 1     |
| Recreativo de Huelva  | España | 2.ª       | 2011      | 2  | 0     |
| Fútbol Club Cartagena | España | 2.ª       | 2012      | 17 | 0     |
| Club Deportivo Lugo   | España | 2.ª       | 2012-2013 | 24 | 0     |
| Hércules CF           | España | 2.ª       | 2013-2014 | 16 | 0     |
| Real Oviedo           | España | 2.ªB      | 2014-2015 | 36 | 0     |
| Real Oviedo           | España | 2.ª       | 2015-2016 | 14 | 0     |

### Palmarés
| Título         | Club             | País                                      | Año  |
| -------------- | ---------------- | ----------------------------------------- | ---- |
| Copa Intertoto | Villarreal C. F. | Heerenveen (P. Bajos) Villarreal (España) | 2003 |
| Copa Intertoto | Villarreal C. F. | Madrid (España) Villarreal (España)       | 2004 |